# Club Social de Deportes Rangers "B"
El Club Social de Deportes Rangers "B", también conocido como Rangers B, Rangers II o el «segundo equipo del Rangers», fue el equipo filial del Rangers, institución dedicada a la práctica del deporte con sede en la ciudad de Talca, Chile.
Existió durante la primera mitad del siglo XX, participando de los campeonatos locales de segunda y tercera categoría de Talca. Disputaba sus encuentros de local en la Cancha Holman o cancha del Rangers, propiedad de la institución. En 2012 tuvo un breve renacer, disputando el campeonato de Segunda División Profesional de dicho año.

## Historia
Al ser Rangers un club participante de las distintas ligas amateur de Talca, se permitía y promovía el desarrollo de más equipos, aparte del plantel de honor, para disputar campeonatos de menor categoría y fomentar el deporte de forma más completa. Sin embargo, al ser equipos y torneos de menor categoría, no existen muchos registros formales respecto a la existencia de estos planteles.
Pese a que no hay datos oficiales respecto a una posible inauguración oficial de esta filial, el primer registro existente sobre el segundo equipo de Rangers corresponde al 20 de noviembre de 1906, cuando el diario La Mañana de la fecha publicó el siguiente extracto:

En la misma tarde y en el mismo local se jugó la copa Unión entre el primer teams de "El Thunder" y el segundo del "Rangers", colocando este último dos goal contra ninguno del primero, correspondiéndole al "Rangers", el honor de haber triunfado y haber ganado la copa Unión.
La Mañana, 20 de noviembre de 1906

En aquella instancia, el segundo equipo de Rangers disputaba la final de la copa Unión, ganándola el equipo rojinegro. De esta manera, aparte de ser el primer registro sobre el club, también es la primera información respecto a un campeonato obtenido por dicho equipo.
Posteriormente el equipo mantuvo su participación en la segunda categoría de la liga de Talca. Al ser un equipo correspondiente a Rangers, el equipo debía regirse por las decisiones administrativas del club, lo que incluía el abandono de partidos y campeonatos a modo de protesta y otras decisiones. Ocasionalmente los jugadores del Rangers B debían unirse al primer equipo para participar de partidos y campeonatos amistosos en los que no se quería arriesgar la integridad del plantel de honor, o cuando estos últimos se preparaban para disputar un inter-city.
No se tiene certeza respecto de la cantidad de títulos obtenidos por las filiales de Rangers, sin embargo, es sabido que recibía bastante atención del club, pues actuaba como un semillero hacia el primer equipo. Tampoco se sabe con certeza cuando este equipo dejó de competir en la liga de Talca. 
Su único periodo de existencia profesional se comenzó a gestar el año 2011, cuando la ANFP anunció la creación de una Segunda División Profesional, ubicada entre la Tercera División y la Primera B. Rangers fue uno de los primeros cinco equipos en contar con una filial para participar en este nuevo torneo, dejando en la cabeza del equipo al entrenador Jaime Pacheco. Sin embargo, y pese a las expectativas que se tuvieron en un principio, el rendimiento de este plantel fue bastante negativo, ya que en la fase regular solo obtendrían dos triunfos y dos empates en veinte partidos, lo que a la postre provocó que la institución decidiera terminar su participación en el campeonato. 
Este equipo estuvo compuesto en general por jugadores con poca cabida dentro del plantel de honor que, en ese entonces, disputaba la Primera División. Entre estos se incluyó a jugadores del fútbol joven, extranjeros con pocos minutos, etc.

## Uniforme
- Uniforme titular: Camiseta roja y negra, pantalón y medias negras.
- Uniforme alternativo: Camiseta amarilla y negra, pantalón y medias negras.

## Estadio
En su última temporada de existencia, el equipo disputó sus encuentros en el Estadio Fiscal de Talca.